# Mario Fesler

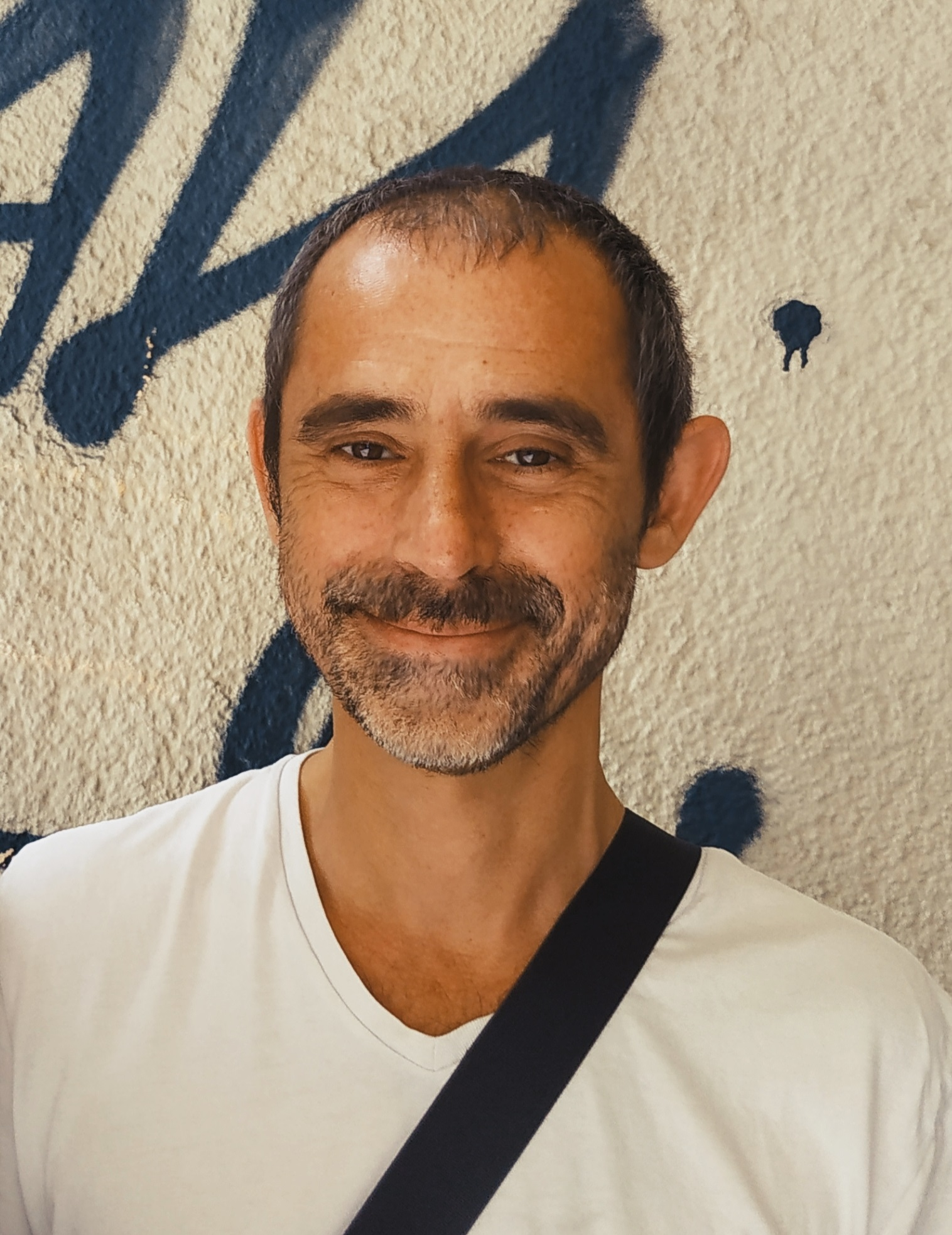
Mario Fesler (2022)

Mario Fesler (* 11. Juni 1978 in Mannheim) ist ein deutscher Schriftsteller. Der Debütroman Lizzy Carbon und der Klub der Verlierer des Kinder- und Jugendbuchautors wurde im Rahmen der Frankfurter Buchmesse im Oktober 2017 mit einem Deutschen Jugendliteraturpreis ausgezeichnet.

## Leben
Der 1978 in Mannheim geborene Mario Fesler wuchs im hessischen Odenwald auf und verbrachte seine Jugend im Lindenfelser Stadtteil Eulsbach. Nach seinem Abitur an der Martin-Luther-Schule in Rimbach 1998 und seinem Zivildienst begann Fesler zunächst ein Studium an der Friedrich-Alexander-Universität Erlangen-Nürnberg. 2001 wechselte er von Erlangen nach Berlin, wo er an der Freien Universität Theaterwissenschaften und Neuere Deutsche Literatur studierte. 2007 schloss er sein Studium mit Magister ab. In seiner Abschlussarbeit beschäftigte sich Fesler mit den Zamonien-Romanen von Walter Moers. 2020 heiratete er seinen langjährigen Lebensgefährten, den Theaterautor und -regisseur Peter Lund.

## Wirken
Bereits während seines Studiums veröffentlichte Fesler 2004 den Beitrag La Bomba in der Kurzgeschichtensammlung Terror: Umarmung des Bösen von Marco Frohberger und Robert Herbig. Für sein bislang unveröffentlichtes Jugendbuch Die Wahrheit über Oliver war er 2012 für den Kinder- und Jugendbuchpreis Der Goldene Pick nominiert.
Darin beschreibt er, wie sich ein kranker Junge, der viel Zeit in einem Krankenhaus verbringen muss, in seiner Phantasie nach Hebron flüchtet, eine fremde Welt voller Abenteuer, in der Oliver ein Held mit klarer Aufgabe ist.
Im Juli 2016 veröffentlichte der Magellan Verlag Feslers Debütroman Lizzy Carbon und der Klub der Verlierer. Britta Selle, Kinder- und Jugendbuchredakteurin von MDR Kultur, sagt, Fesler scheue in seinem Buch nicht vor großen und kleinen Wahrheiten zurück: „Da wird ganz klar von Mobbing und Ausgrenzung gesprochen, da werden Ungerechtigkeiten und Gehässigkeiten gezeigt. Gleichzeitig schaut er auf unterschiedliche Familienkonstellationen und auf die Schwierigkeiten, die das Erwachsenwerden begleiten.“ Als Kulisse für seinen Debütroman diente Fesler die von ihm besuchte Martin-Luther-Schule in Rimbach.
Im August 2016 stellte er das Buch bei der 36. Ausgabe des Erlanger Poetenfestes
und im September 2017 im Rahmen der Europäischen Kinder- und Jugendbuchmesse in Saarbrücken vor, wo der Roman für den Deutsch-französischen Jugendliteraturpreis nominiert war. 2023 wurde das Buch als Musical für das Theater der Jugend in Wien adaptiert.
Im Rahmen der Frankfurter Buchmesse wurde Fesler für seinen Debütroman im Oktober 2017 mit dem erstmals vergebenen Sonderpreis Neue Talente des Deutschen Jugendliteraturpreises ausgezeichnet. In der Begründung der Jury heißt es: „Mit seinem Gefühl für treffsichere Dialoge und der Sympathie für seine Figuren ist Mario Fesler ein besonderes neues Talent und eine Bereicherung für die deutschsprachige Kinder- und Jugendliteratur.“

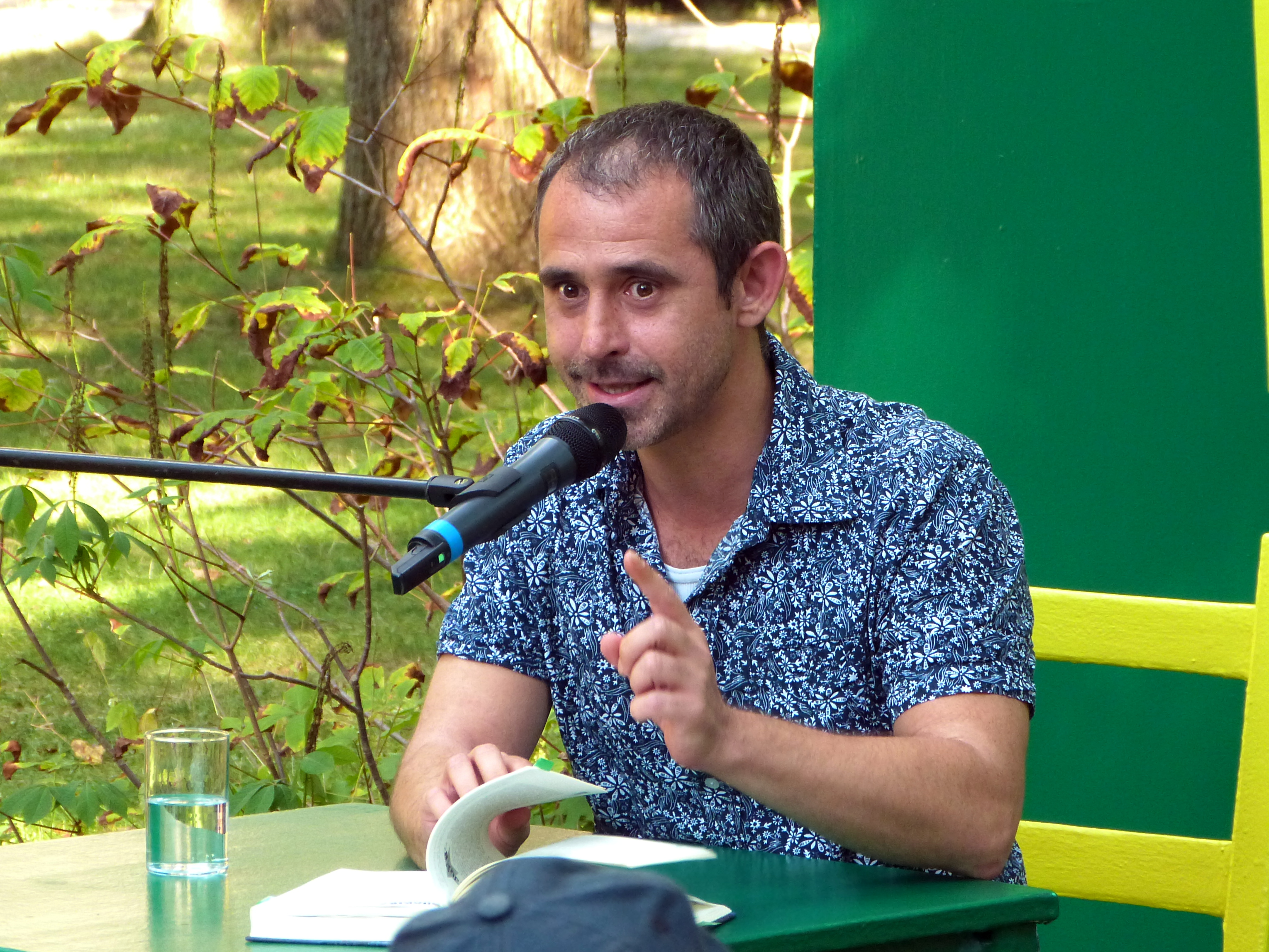
Mario Fesler beim Erlanger Poetenfest 2019

Im Juli 2017 erschien im Magellan Verlag mit Lizzy Carbon und die Wunder der Liebe das zweite Buch der Trilogie um Lizzy Carbon, die im Juli 2018 mit Lizzy Carbon und die Qual der Wahl abgeschlossen wurde. Nach der Beendigung der Reihe plant Fesler nach eigenen Aussagen das Schreiben eines Kinderkrimis. Im Juli 2019 veröffentlichte der Magellan Verlag seinen Kinderkrimi Extrem gefährlich! – Maus mit Mission, ein Jahr darauf Extrem gefährlich! – Hamster undercover. Mit Extrem gefährlich! Ratte mit Plan wurde im Juli 2021 der dritte Band aus der Extrem-gefährlich!-Reihe veröffentlicht.
Im Februar 2023 erschien mit Switch You – Völlig übergeschnAPPt der erste Band einer Körpertausch-Serie im Carlsen Verlag, der zwei Fortsetzungen folgten. Im April 2024 erschien ebenfalls bei Carlsen der Auftakt der Agentenreihe Nothing but Spies. Als Mars-Leo Frei veröffentlichte er 2024 bei Fischer Sauerländer Der Schwobbel – Ein Schleim zieht ein.
Fesler lebt in seiner Wahlheimat Berlin, wo er ab seinem Studienabschluss bis 2024 als Teamleiter im Kundenservice eines Spielwarenhändlers arbeitete. Seit 2004 konzipiert und moderiert er Quizveranstaltungen in Berliner Kneipen und Pubs.

## Werke
- Lizzy Carbon und der Klub der Verlierer. 1. Auflage. Magellan, Bamberg 2016, ISBN 978-3-7348-5025-7.
- Lizzy Carbon und die Wunder der Liebe. 1. Auflage. Magellan, Bamberg 2017, ISBN 978-3-7348-5026-4.
- Lizzy Carbon und die Qual der Wahl. 1. Auflage. Magellan, Bamberg 2018, ISBN 978-3-7348-5031-8.
- Extrem gefährlich! – Maus mit Mission. 1. Auflage. Magellan, 2019, ISBN 978-3-7348-4719-6.
- Extrem gefährlich! – Hamster undercover. 1. Auflage. Magellan, 2020, ISBN 978-3-7348-4720-2.
- Extrem gefährlich! Ratte mit Plan. 1. Auflage. Magellan, 2021, ISBN 978-3-7348-4721-9.
- Switch You – Völlig übergeschnAPPt! 1. Auflage. Carlsen Verlag, 2023. ISBN 978-3-551-65416-8.
- Switch You – Lehrer haben's auch nicht leicht. 1. Auflage. Carlsen Verlag 2023. ISBN 978-3-551-65417-5.
- Switch You – Pferde sind auch nur Monster. 1. Auflage. Carlsen Verlag 2024. ISBN 978-3-551-65418-2.
- Nothing but Spies. 1. Auflage. Carlsen Verlag 2024. ISBN 978-3-551-65583-7.
- Nothing but Spies - Erinnere Dich!.Carlsen Verlag 2025. ISBN 978-3551655844.

### Als Mars-Leo Frei
- Der Schwobbel. Ein Schleim zieht ein. Fischer Sauerländer 2024. ISBN 978-3-7373-7281-7.

## Auszeichnungen
Der Goldene Pick
- 2012: Nominierung (Die Wahrheit über Oliver)

Deutscher Jugendliteraturpreis
- 2017: Auszeichnung in der Kategorie Neue Talente (Lizzy Carbon und der Klub der Verlierer)

Europäische Kinder- und Jugendbuchmesse Saarbrücken
- 2017: Nominierung für den Deutsch-Französischen Jugendliteraturpreis (Lizzy Carbon und der Klub der Verlierer)